# Anais (Charente)
Cet article possède des homonymes et des paronymes, voir Anais.
Anais est une commune du Sud-Ouest de la France, située dans le département de la Charente (région Nouvelle-Aquitaine).

## Géographie

### Localisation et accès
Anais est une commune située à 14 km au nord d'Angoulême. Elle est traversée du sud au nord par la route nationale 10 entre Angoulême et Poitiers, qui passe à 1,5 km à l'ouest du bourg et est aménagée en voie express 2x2 voies.
Anais est aussi à 4 km de Jauldes, 6 km de Saint-Amant-de-Boixe, chef-lieu de son canton, 7 km de Vars, 11 km de Mansle, 5 km de Brie.
La commune est aussi traversée d'est en ouest par la D 11, route de Chasseneuil à Rouillac par Vars, route qui traverse le bourg, et la N 10 par un échangeur. La D 45, route de Churet à Chasseneuil par Coulgens traverse aussi le bourg, ainsi que la D 113 des Frauds (commune de Brie) à Montignac.
Anais est à 5 km au nord de l'aéroport d'Angoulême. La gare la plus proche est celle d'Angoulême.

### Lieux-dits et hameaux
La commune compte deux gros hameaux ou villages, aussi gros que le bourg : le Breuil d'Anais, situé au sud-est, et Churet, situé au sud sur l'ancienne route nationale 10 près de la Chignolle (commune de Champniers).
À l'ouest du bourg, la Touche s'est développé grâce à l'échangeur sur la N 10. La commune compte aussi de nombreux hameaux plus petits et fermes : la Clavière, Puymenier, les Nomblières, Puyfrançais, les Rivauds, Romefort, la Poutardière, etc.

### Communes limitrophes
|      | Tourriers  |         |
| Vars | Anais      | Jauldes |
|      | Champniers | Brie    |

### Géologie et relief
Le sol de la commune est constitué de calcaire datant du Jurassique supérieur (Kimméridgien). La vallée de l'Argence est occupée par des alluvions du quaternaire (argile sableuse et tourbe),,.
Le relief de la commune est celui d'un plateau d'une altitude moyenne de 100 m, traversé du nord au sud par une petite vallée, celle de l'Argence qui y prend sa source, ainsi que par des combes y descendant. Le point culminant de la commune est à une altitude de 139 m, situé en limite ouest à la Vieille Touche (au Puy Delan). Le point le plus bas est à 60 m, situé le long de l'Argence en limite sud à Churet. Le bourg est à 80 m d'altitude.

### Hydrographie

#### Réseau hydrographique
La commune est située dans  le bassin versant de la Charente au sein  du Bassin Adour-Garonne. Elle est drainée par l'Argence et par deux petits cours d'eau, qui constituent un réseau hydrographique de 6 km de longueur totale,.
L'Argence, d'une longueur totale de 4 km, prend sa source dans la commune de Jauldes et se jette dans la Charente en rive droite à Balzac, après avoir traversé 5 communes. 'Argence ne prend son nom qu'en aval du bourg, et elle est formée de deux petits affluents, le ruisseau du Moulin des Rivauds qui prend sa source à l'est et l'Étang qui prend sa source au nord. La Fontaine de Maillou, en limite sud près de Churet, alimente aussi l'Argence.

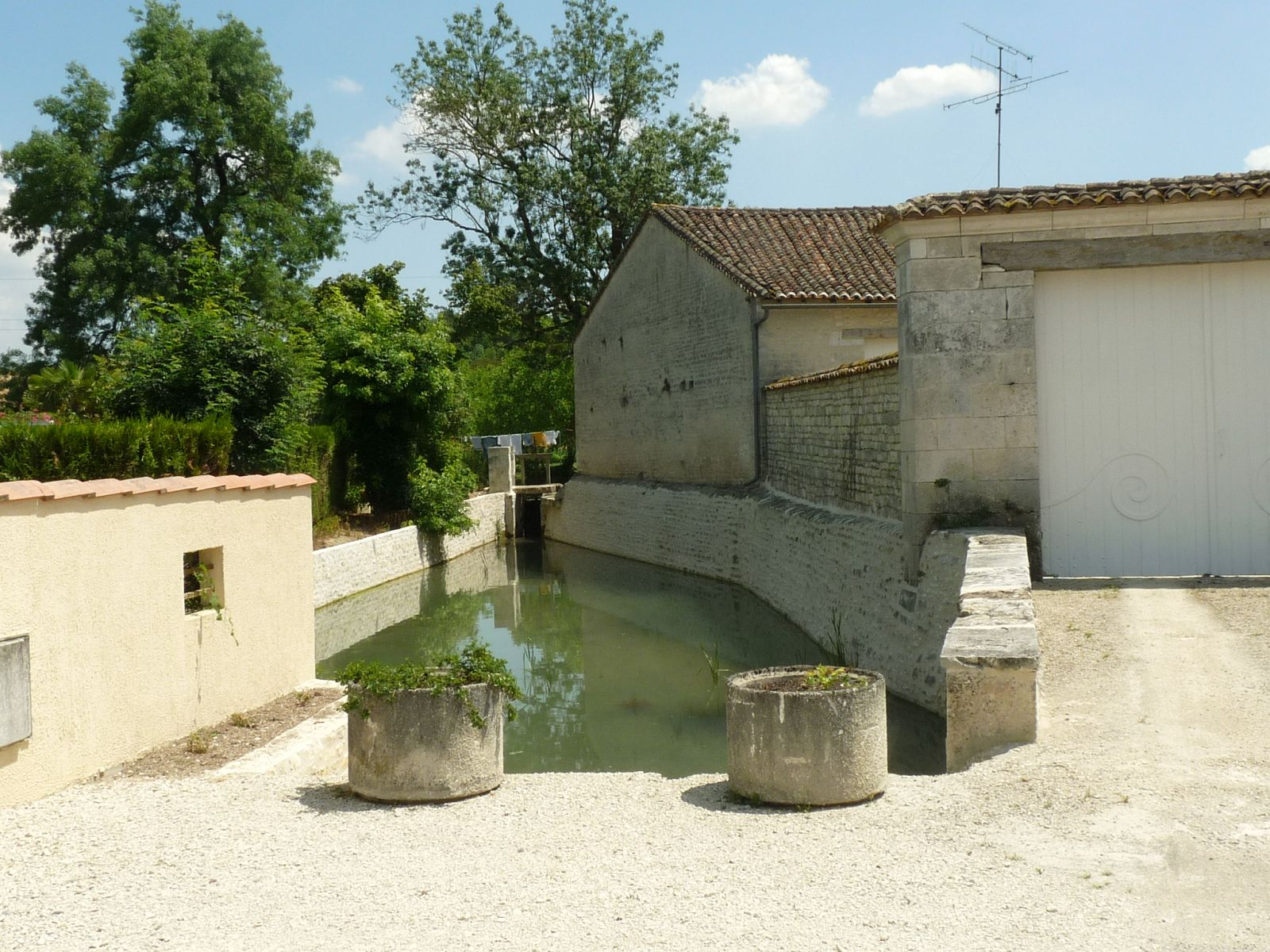
L'Argence à Churet.
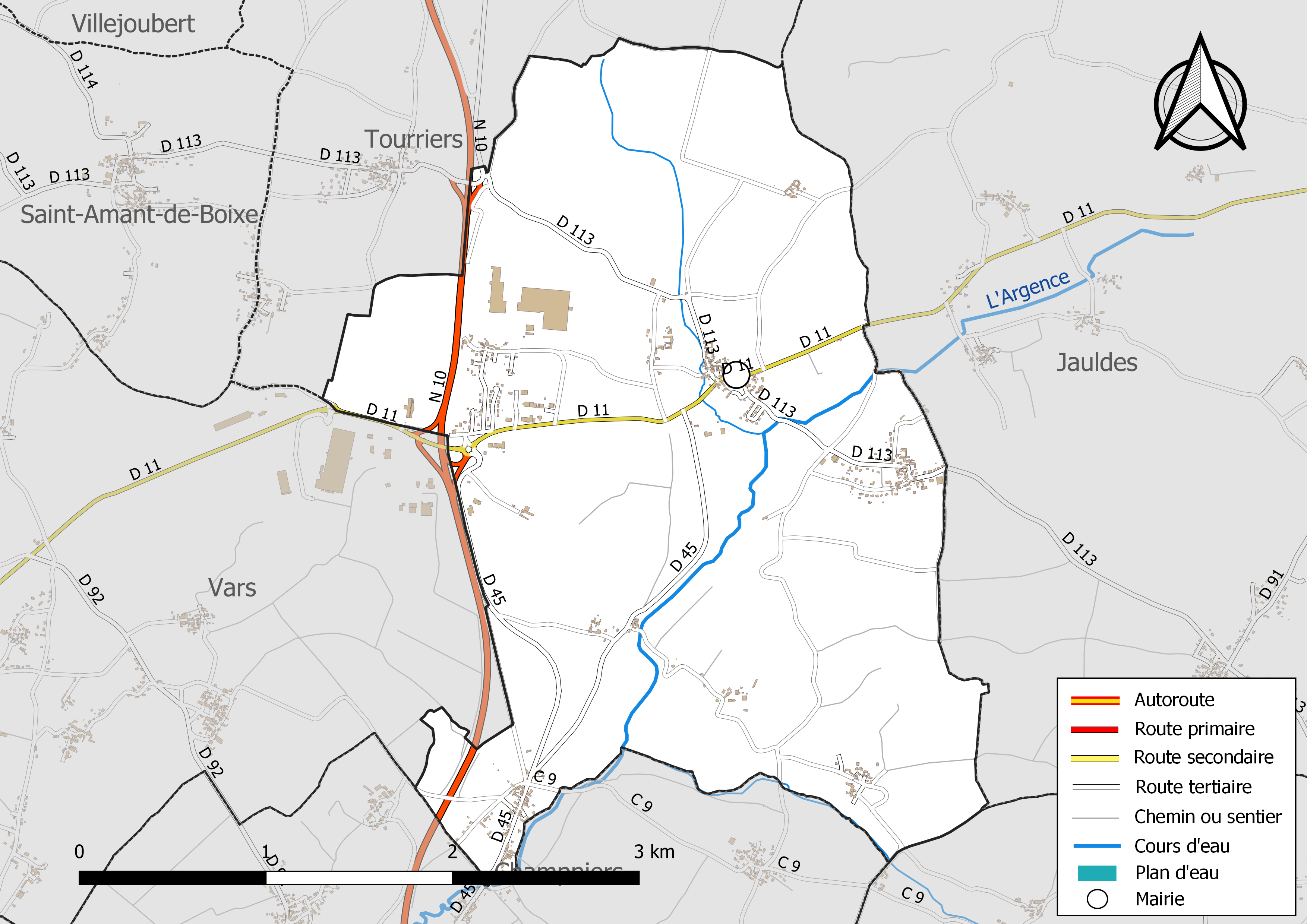
Réseaux hydrographique et routier d'Anais

#### Gestion des cours d'eau
Le territoire communal est couvert par le schéma d'aménagement et de gestion des eaux (SAGE) « Charente ». Ce document de planification, dont le territoire correspond au bassin de la Charente, d'une superficie de 9 300 km2, a été approuvé le 19 novembre 2019. La structure porteuse de l'élaboration et de la mise en œuvre est l'établissement public territorial de bassin Charente. Il définit sur son territoire les objectifs généraux d’utilisation, de mise en valeur et de protection quantitative et qualitative des ressources en eau superficielle et souterraine, en respect des objectifs de qualité définis dans le troisième SDAGE  du Bassin Adour-Garonne qui couvre la période 2022-2027, approuvé le 10 mars 2022.

### Climat
Comme dans les trois quarts sud et ouest du département, le climat est océanique aquitain.

## Urbanisme

### Typologie
Au 1er janvier 2024, Anais est catégorisée commune rurale à habitat dispersé, selon la nouvelle grille communale de densité à 7 niveaux définie par l'Insee en 2022.
Elle est située hors unité urbaine. Par ailleurs la commune fait partie de l'aire d'attraction d'Angoulême, dont elle est une commune de la couronne,. Cette aire, qui regroupe 94 communes, est catégorisée dans les aires de 50 000 à moins de 200 000 habitants,.

### Occupation des sols
L'occupation des sols de la commune, telle qu'elle ressort de la base de données européenne d’occupation biophysique des sols Corine Land Cover (CLC), est marquée par l'importance des territoires agricoles (87,3 % en 2018), en diminution par rapport à 1990 (89 %). La répartition détaillée en 2018 est la suivante : 
terres arables (73,9 %), zones agricoles hétérogènes (10,6 %), zones industrielles ou commerciales et réseaux de communication (6,7 %), forêts (5,1 %), prairies (2,7 %), zones urbanisées (0,9 %). L'évolution de l’occupation des sols de la commune et de ses infrastructures peut être observée sur les différentes représentations cartographiques du territoire : la carte de Cassini (XVIIIe siècle), la carte d'état-major (1820-1866) et les cartes ou photos aériennes de l'IGN pour la période actuelle (1950 à aujourd'hui).

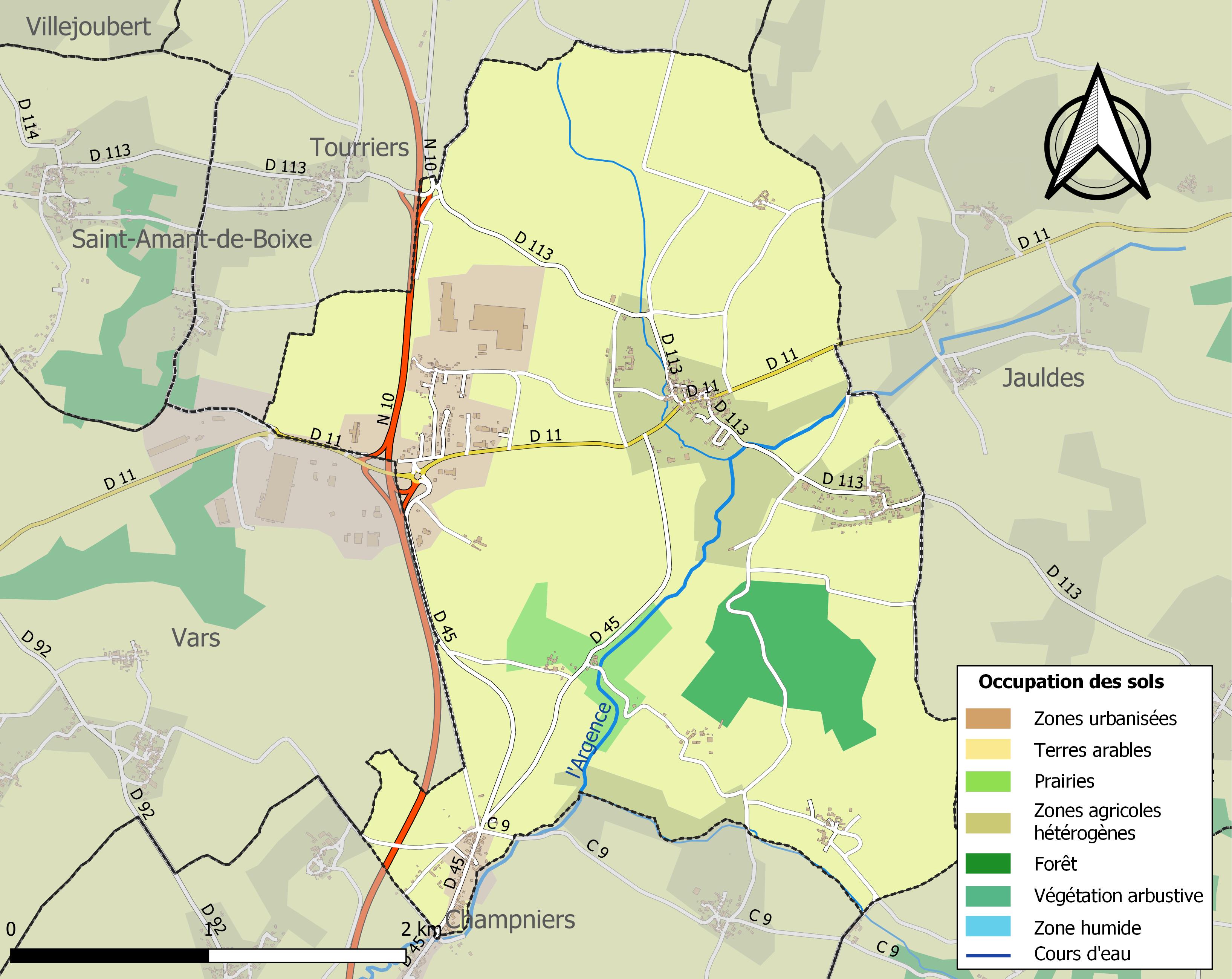
Carte des infrastructures et de l'occupation des sols de la commune en 2018 (CLC).

### Risques majeurs
Le territoire de la commune d'Anais est vulnérable à différents aléas naturels : météorologiques (tempête, orage, neige, grand froid, canicule ou sécheresse) et séisme (sismicité modérée). Il est également exposé à un risque technologique,  le transport de matières dangereuses. Un site publié par le BRGM permet d'évaluer simplement et rapidement les risques d'un bien localisé soit par son adresse soit par le numéro de sa parcelle.

#### Risques naturels

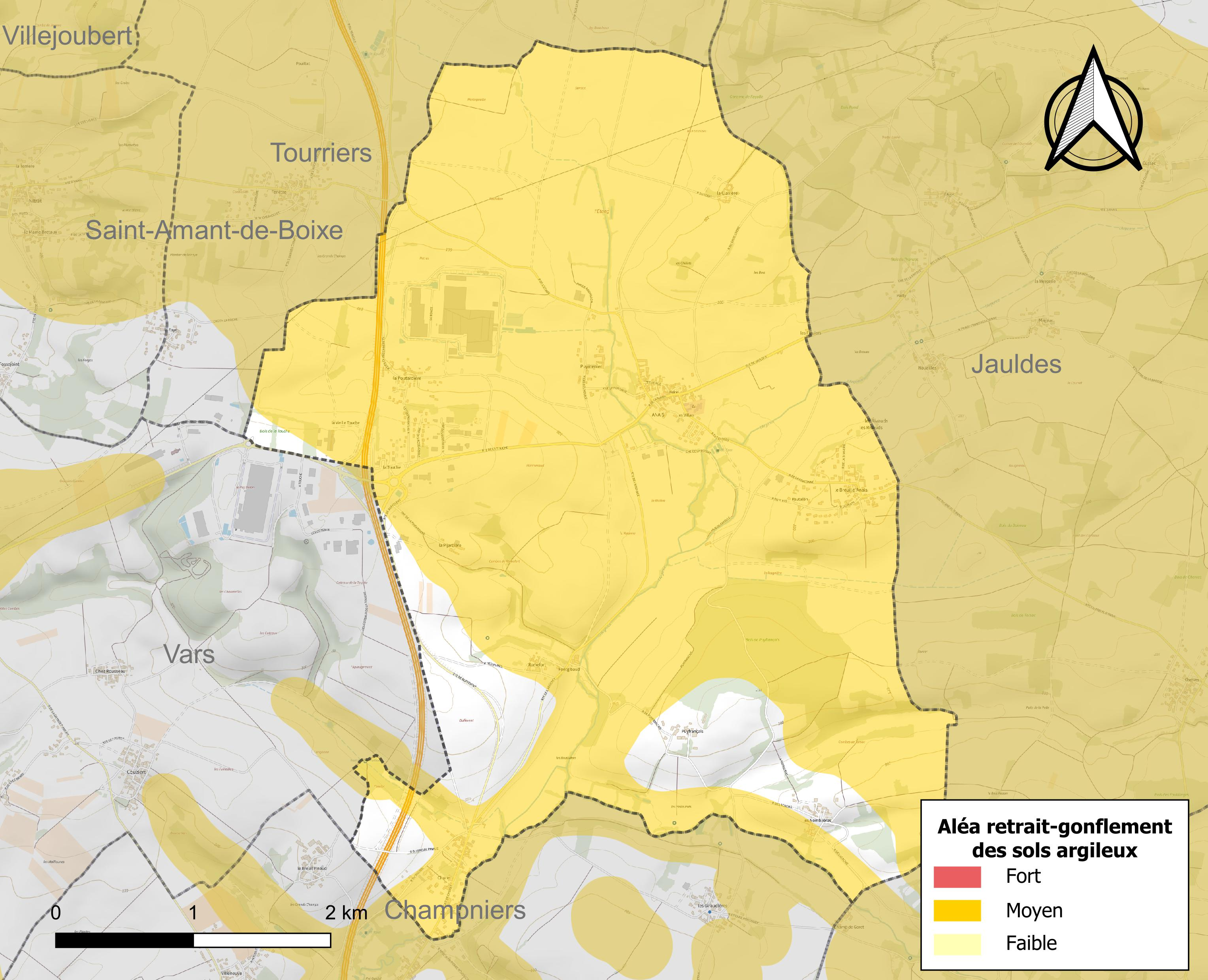
Carte des zones d'aléa retrait-gonflement des sols argileux d'Anais.

Le retrait-gonflement des sols argileux est susceptible d'engendrer des dommages importants aux bâtiments en cas d’alternance de périodes de sécheresse et de pluie. 88,2 % de la superficie communale est en aléa moyen ou fort (67,4 % au niveau départemental et 48,5 % au niveau national). Sur les 287 bâtiments dénombrés sur la commune en 2019,  270 sont en aléa moyen ou fort, soit 94 %, à comparer aux 81 % au niveau départemental et 54 % au niveau national. Une cartographie de l'exposition du territoire national au retrait gonflement des sols argileux est disponible sur le site du BRGM,.
Par ailleurs, afin de mieux appréhender le risque d’affaissement de terrain, l'inventaire national des cavités souterraines permet de localiser celles situées sur la commune.
La commune a été reconnue en état de catastrophe naturelle au titre des dommages causés par les inondations et coulées de boue survenues en 1982, 1983 et 1999. Concernant les mouvements de terrains, la commune a été reconnue en état de catastrophe naturelle au titre des dommages causés par la sécheresse en 2011 et par des mouvements de terrain en 1999.

#### Risques technologiques
Le risque de transport de matières dangereuses sur la commune est lié à sa traversée par une ou des infrastructures routières ou ferroviaires importantes ou la présence d'une canalisation de transport d'hydrocarbures. Un accident se produisant sur de telles infrastructures est susceptible d’avoir des effets graves sur les biens, les personnes ou l'environnement, selon la nature du matériau transporté. Des dispositions d’urbanisme peuvent être préconisées en conséquence.

## Toponymie
Les formes anciennes sont Aunesio au XIIe siècle, ou Aneso en 1110.
Anais serait issu du latin Annacum ou villa Anni ce qui signifie que le village aurait été construit autour de la propriété d'un riche gallo-romain nommé Annus,.
Le hameau du Breuil d'Anais tire son nom du bas latin brogilum, d'origine gauloise brogilos qui désigne un petit bois entouré d'un mur ou d'une haie.

## Histoire
Au sud-ouest de la commune, à Churet, l'ancienne voie romaine Périgueux-Montignac-Rom, orientée sud-est - nord-ouest, sert de limite communale. Elle s'appelle Chemin chaussé sur l'ancien cadastre.
À Fongibaud, les vestiges d'une construction gallo-romaine ont été découverts vers 1900, avec fûts de colonnes et un antoninianus de Claude II. Une statue romaine de Jupiter chevelu et barbu du IIe ou IIIe siècle, a été trouvée en 1811 près du hameau de la Clavière, hélas détruite vers 1846.
En 1568, l'église fut détruite par les protestants, et ne fut reconstruite qu'en 1630 après une épidémie de peste noire qui décima les habitants.
Les premiers registres de l'état civil remontent à 1627.
La route nationale 10, d'abord chemin royal, traversait l'Argence à Churet. Elle a été aménagée en 2 x 2 voies entre les années 1980 et 2000.

## Politique et administration
Anais était de 1793 à 1801 dans le canton de Jandes puis est passée dans le canton de Saint-Amant-de-Boixe,.
| Période                                  | Période  | Identité            | Étiquette    | Qualité                                    |
| ---------------------------------------- | -------- | ------------------- | ------------ | ------------------------------------------ |
| 1977                                     | 2014     | Jacky Bertrand      | RPR puis UMP | Professeur, conseiller général (1992-2004) |
| 2014                                     | En cours | Eric Giraud-Bernard | SE           | Employé                                    |
| Les données manquantes sont à compléter. |          |                     |              |                                            |

## Démographie

### Évolution démographique
L'évolution du nombre d'habitants est connue à travers les recensements de la population effectués dans la commune depuis 1800. Pour les communes de moins de 10 000 habitants, une enquête de recensement portant sur toute la population est réalisée tous les cinq ans, les populations de référence des années intermédiaires étant quant à elles estimées par interpolation ou extrapolation. Pour la commune, le premier recensement exhaustif entrant dans le cadre du nouveau dispositif a été réalisé en 2004.
En 2022, la commune comptait 566 habitants, en évolution de −3,58 % par rapport à 2016 (Charente : −0,48 %, France hors Mayotte : +2,11 %).
Durant tout le XXe siècle, Anais a présenté une grande stabilité de sa population, mais la population augmente de manière significative depuis les années 1970.
| 1800 | 1806 | 1821 | 1831 | 1841 | 1846 | 1851 | 1856 | 1861 |
| ---- | ---- | ---- | ---- | ---- | ---- | ---- | ---- | ---- |
| 501  | 530  | 644  | 660  | 739  | 735  | 738  | 677  | 669  |

| 1866 | 1872 | 1876 | 1881 | 1886 | 1891 | 1896 | 1901 | 1906 |
| ---- | ---- | ---- | ---- | ---- | ---- | ---- | ---- | ---- |
| 687  | 658  | 637  | 655  | 570  | 509  | 493  | 459  | 433  |

| 1911 | 1921 | 1926 | 1931 | 1936 | 1946 | 1954 | 1962 | 1968 |
| ---- | ---- | ---- | ---- | ---- | ---- | ---- | ---- | ---- |
| 451  | 385  | 399  | 419  | 430  | 377  | 406  | 423  | 374  |

| 1975 | 1982 | 1990 | 1999 | 2004 | 2006 | 2009 | 2014 | 2019 |
| ---- | ---- | ---- | ---- | ---- | ---- | ---- | ---- | ---- |
| 420  | 439  | 446  | 466  | 506  | 530  | 565  | 587  | 568  |

| 2022 | - | - | - | - | - | - | - | - |
| ---- | - | - | - | - | - | - | - | - |
| 566  | - | - | - | - | - | - | - | - |

### Pyramide des âges
La population de la commune est relativement jeune.
En 2018, le taux de personnes d'un âge inférieur à 30 ans s'élève à 34,5 %, soit au-dessus de la moyenne départementale (30,2 %). À l'inverse, le taux de personnes d'âge supérieur à 60 ans est de 23,6 % la même année, alors qu'il est de 32,3 % au niveau départemental.
En 2018, la commune comptait 293 hommes pour 281 femmes, soit un taux de 51,05 % d'hommes, largement supérieur au taux départemental (48,41 %).
Les pyramides des âges de la commune et du département s'établissent comme suit.
| Hommes | Classe d’âge | Femmes |
| ------ | ------------ | ------ |
| 0,3    | 90 ou +      | 0,7    |
| 4,8    | 75-89 ans    | 5,8    |
| 16,2   | 60-74 ans    | 19,4   |
| 24,8   | 45-59 ans    | 21,6   |
| 18,3   | 30-44 ans    | 19,1   |
| 15,2   | 15-29 ans    | 15,1   |
| 20,3   | 0-14 ans     | 18,3   |

| Hommes | Classe d’âge | Femmes |
| ------ | ------------ | ------ |
| 1      | 90 ou +      | 2,7    |
| 9,2    | 75-89 ans    | 12     |
| 20,6   | 60-74 ans    | 21,3   |
| 20,7   | 45-59 ans    | 20,3   |
| 16,8   | 30-44 ans    | 16     |
| 15,6   | 15-29 ans    | 13,4   |
| 16,1   | 0-14 ans     | 14,3   |

## Économie

### Agriculture
L'agriculture est principalement céréalière. La viticulture occupe une partie de l'activité agricole. La commune est classée dans les Fins Bois, dans la zone d'appellation d'origine contrôlée du cognac.

### Commerces
La zone d'activité de la Touche d'Anais se trouve en bordure de la N 10 et comporte une base d'Intermarché (100 à 249 salariés), des transporteurs, un hôtel restaurant et diverses  entreprises dont Aluplast, AMS, Crousti'charente, Inomould, chaudronnerie industrielle Guerin, SOMC et des négoces, de matériaux, de pneus, de produits pétroliers.
Sur le bourg se trouve une boulangerie, et une autre à La Touche ainsi qu'une société de boulangerie.
Les entreprises artisanales sont une maçonnerie, une entreprise générale de bâtiment, une entreprise agricole et un garage.

## Équipements, services et vie locale

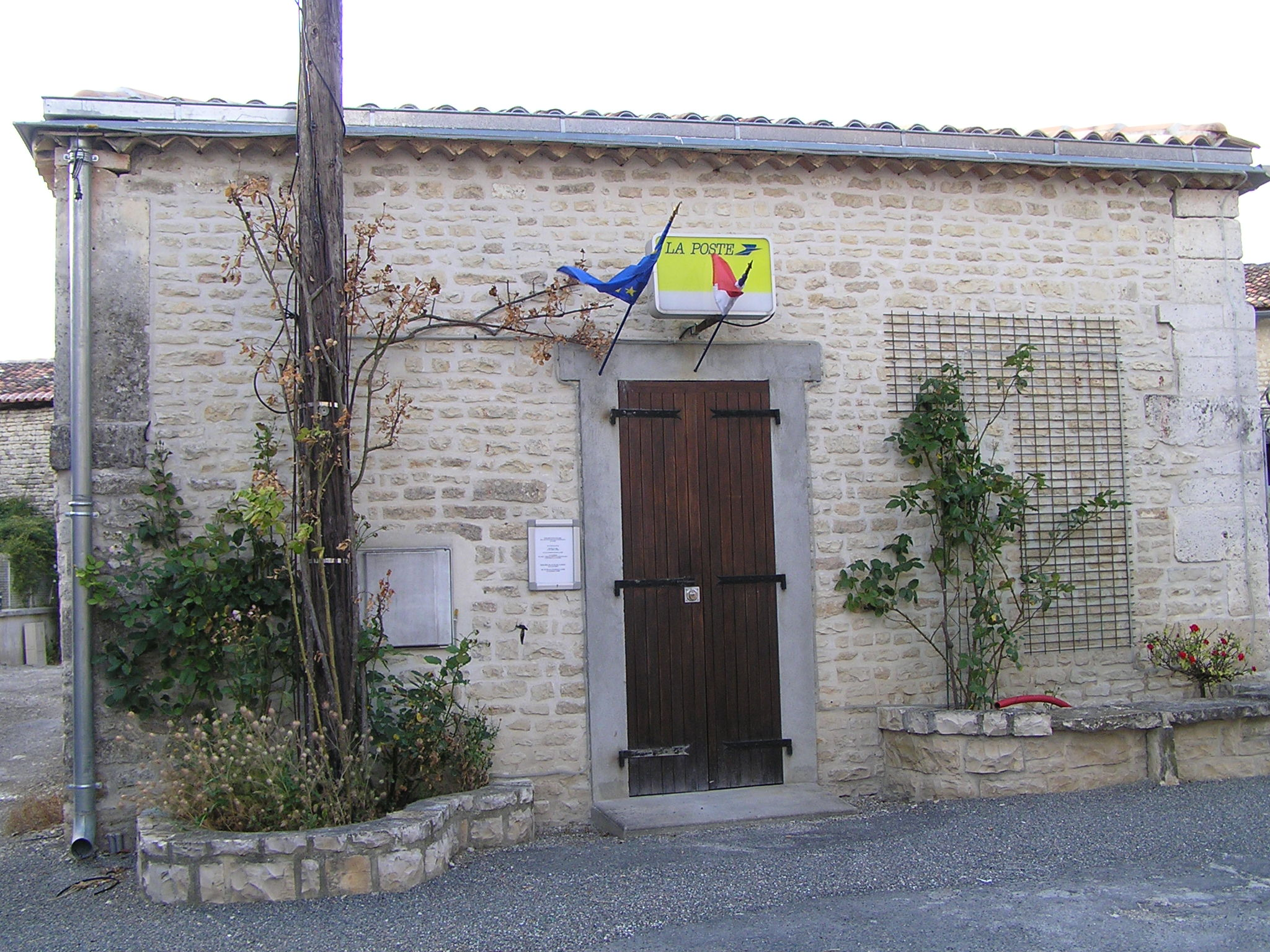
La poste.

### Enseignement
L'école est un RPI entre Anais, Aussac-Vadalle et Tourriers. Anais accueille l'école maternelle et l'école primaire, Aussac-Vadalle et Tourriers des écoles élémentaires.

## Culture locale et patrimoine

### Lieux et monuments

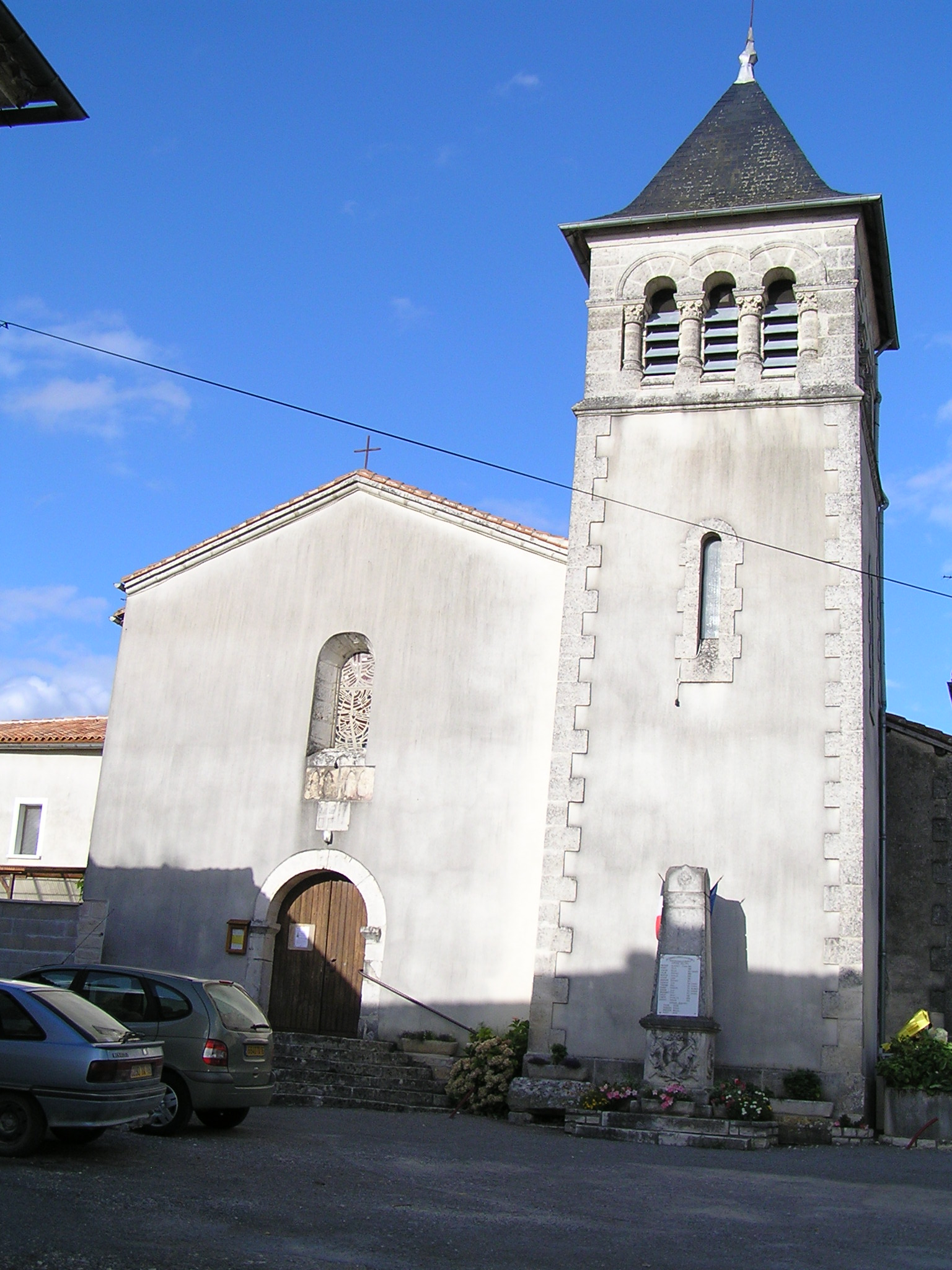
L'église Saint-Pierre.

L'église paroissiale Saint-Pierre date initialement du XIe siècle et était le siège d'une cure. Elle fut presque totalement détruite par les protestants en 1568, et reconstruite en 1630. Entre-temps, le culte était célébré dans une grange. L'église a été restaurée à la fin du XIXe siècle ; le clocher et la façade datent de cette époque. De l'édifice d'origine subsistent le chœur en hémicycle, puis le latéral et le croisillon nord.

### Personnalités liées à la commune
- Octavie Coudreau (1867 - 1938), exploratrice, y est née.

### Héraldique
| Blason de Anais | Blason  | Écartelé : au 1rer d'azur à la croix ancrée d'argent, au 2e d'argent au rameau de gui au naturel, au 3e de gueules à trois trèfles d'or, au 4e d'or à deux chevrons de gueules. |
| Blason de Anais | Détails | Le statut officiel du blason reste à déterminer. |